# Carmine de Filippis
Carmine de Filippis est un prêtre catholique italien. Il est connu pour être exorciste,, du diocèse de Rome. 

## Biographie
Né en 1954, le père de Filippis a été ordonné le 30 mai 1981.

### Formateur
Il a lui-même formé plusieurs exorcistes. Notamment le père Vincent Lampert, l'exorciste désigné pour l'archidiocèse d'Indianapolis, qui a suivi des cours au collège pontifical nord-américain et a été formé par le père de Filippis. Ce dernier l'a fait participé à plus de 40 exorcismes. Il a aussi formé, en 2005, le père Gary Thomas, prêtre du diocèse de San José et pasteur de l’église du Sacré-Cœur de Saratoga, en Californie.

## Dans la fiction
Dans le film Le Rite, Anthony Hopkins joue le rôle du père Luca, formé par le père de Filippis.